# Toray Arrows Shizuoka
I Toray Arrows Shizuoka (東レアローズ静岡?) sono una società pallavolistica maschile giapponese, con sede a Mishima: militano nel campionato giapponese di SV.League; il club appartiene alle Toray Industries, così come quello femminile.

## Storia
Il Toyo Rayon Kuryukai vengono fondati nel 1947 nella città di Ōtsu, prendendo parte inizialmente ai tornei di pallavolo a nove. Ad inizio anni sessanta il club sale alla ribalta vincendo due volte il Torneo Kurowashiki, per poi trasferire la propria sede nella città di Mishima nel 1964. Nella stagione 1969-70 debuttano nel campionato cadetto giapponese, allora detto Business League, vincendo due titoli ed ottenendo la promozione nella massima serie, detta allora Japan League, dove debuttano nella stagione 1975-76, restandovi per quattro campionati, prima di retrocedere nuovamente in Business League; in questo periodo, precisamente nel 1970, cambiano nome in Toray Kuryukai.
Nella stagione 1987-88 vincono il loro terzo titolo di Business League, ottenendo nuovamente la promozione in massima serie, alla quale partecipano con la nuova denominazione Toray Arrows dal 1991. Negli anni duemila salgono alla ribalta vincendo tre Tornei Kurowashiki tra il 2002 ed il 2006 ed il primo scudetto nella stagione 2004-05. Nella stagione 2008-09 realizzano un tris di vittorie, aggiudicandosi Coppa dell'Imperatore, scudetto e V.League Top Match.
Nel 2011 vincono il sesto Torneo Kurowashiki, mentre nella stagione 2012-13 si classificano al terzo posto in campionato e disputano la finale di Coppa dell'Imperatore. Nella stagione 2016-17 si aggiudicano prima la Coppa dell'Imperatore e poi lo scudetto. Nel 2024, con la nascita della SV.League, il club muta ancora una volta denominazione, passando a chiamarsi Toray Arrows Shizuoka.

## Rosa 2024-2025
| N° | Nome             | Ruolo | Data di nascita   | Nazionalità sportiva |
| -- | ---------------- | ----- | ----------------- | -------------------- |
| 1  | Takahiro Namba   | C     | 1º maggio 1998    | Giappone             |
| 2  | Takahiro Shin    | P     | 10 agosto 1991    | Giappone             |
| 3  | Takumi Yamaguchi | L     | 3 agosto 1997     | Giappone             |
| 4  | Keisuke Sakai    | P     | 25 agosto 1996    | Giappone             |
| 5  | Yūta Yoneyama    | S     | 29 agosto 1984    | Giappone             |
| 7  | Francesco Recine | S     | 7 febbraio 1999   | Italia               |
| 8  | Yuto Fujinaka    | S     | 20 aprile 1996    | Giappone             |
| 10 | Tobias Takeshi   | S     | 8 febbraio 2001   | Giappone             |
| 11 | Alan de Souza    | O     | 21 marzo 1994     | Brasile              |
| 12 | Daiki Yamada     | S     | 7 agosto 2001     | Giappone             |
| 15 | Haku Ri          | C     | 27 dicembre 1990  | Giappone             |
| 16 | Reimondo Kamijo  | C     | 16 settembre 1999 | Giappone             |
| 17 | Hiroki Ozawa     | S     | 21 settembre 1997 | Giappone             |
| 18 | Keigo Nishimoto  | C     | 27 ottobre 1998   | Giappone             |
| 19 | Takeda Taishu    | L     | 25 agosto 2001    | Giappone             |
| 20 | Eiki Onodera     | P     | 2 dicembre 2001   | Giappone             |
| 22 | Ryusuke Nakamura | C     | 26 dicembre 1997  | Giappone             |

## Palmarès
- Campionato giapponese: 3

2004-05, 2008-09, 2016-17
- Coppa dell'Imperatore: 3

2008, 2013, 2016
- Torneo Kurowashiki: 6

1961, 1963, 2002, 2005, 2006, 2011
- V.League Top Match: 1

2009

## Denominazioni precedenti
- 1947-1970: Toyo Rayon Kuryukai
- 1970-1991: Toray Kuryukai
- 1991-2024: Toray Arrows